# Radiotossicità
     Elemento con almeno un isotopo stabile
     Elemento radioattivo con isotopi che possiedono tempi di dimezzamento molto lunghi. Emivita di oltre un milione di anni, radioattività nulla o trascurabile
     Elemento radioattivo con isotopi che possono causare modesti pericoli per la salute. Emivita fra 800 e 34 000 anni, radioattività paragonabile con i livelli naturali
     Elemento radioattivo con isotopi che possono causare elevati pericoli per la salute. Emivita compresa fra 1 giorno e 103 anni, livelli di radioattività pericolosi
     Elemento con isotopi altamente radioattivi, emivita fra svariati minuti ed un giorno
     Elemento con isotopi estremamente radioattivi, l'isotopo più stabile ha un'emivita inferiore ad alcuni minuti. La conoscenza di questi elementi è molto limitata a causa della loro estrema instabilità e alta radioattività.

Radiotossicità (in sievert per gigawatt termico all'anno) del combustibile esausto scaricato dai reattori nucleari per diversi cicli del combustibile, in funzione del tempo.

Tavola periodica colorata in base alla radioattività dell'isotopo maggiormente stabile.
Elemento con almeno un isotopo stabile
Elemento radioattivo con isotopi che possiedono tempi di dimezzamento molto lunghi. Emivita di oltre un milione di anni, radioattività nulla o trascurabile
Elemento radioattivo con isotopi che possono causare modesti pericoli per la salute. Emivita fra 800 e 34000 anni, radioattività paragonabile con i livelli naturali
Elemento radioattivo con isotopi che possono causare elevati pericoli per la salute. Emivita compresa fra 1 giorno e 103 anni, livelli di radioattività pericolosi
Elemento con isotopi altamente radioattivi, emivita fra svariati minuti ed un giorno
Elemento con isotopi estremamente radioattivi, l'isotopo più stabile ha un'emivita inferiore ad alcuni minuti. La conoscenza di questi elementi è molto limitata a causa della loro estrema instabilità e alta radioattività.

La radiotossicità è definita come la dose equivalente associabile sommariamente ad un radioisotopo.
Indica la capacità di produrre effetti dannosi nelle cellule viventi o nei diversi tessuti in seguito alla sua inalazione (in genere la situazione più pericolosa) o per ingestione. 
Essa assume valori diversi per i diversi nuclidi e dipende da tre fattori:
- ripartizione di particelle alfa, beta, raggi gamma o neutroni, e dell'energia di queste radiazioni che vengono emesse durante il decadimento radioattivo,
- periodo di decadimento, sia fisico che biologico del nuclide
- radiosensibilità dell'organo interessato all'esposizione (o, nel caso, dell'intero corpo).

## Descrizione
In indice di radiotossicità di un nuclide per un essere vivente o un tessuto biologico è il rapporto tra la dose equivalente e la radioattività del nuclide:
Fd = D/A
dove D è la dose equivalente (in sievert) e A la radioattività del radionuclide (in becquerel).
L'International Commission on Radiation Protection (ICRP) ha pubblicato i fattori di dose Fd per quasi tutti i radioisotopi dei nuclidi conosciuti. Questi diversi radioisotopi sono classificati in 4 categorie di radiotossicità: bassa, moderata, alta e molto alta.